# 川原恵輔
川原 恵輔（かわはら けいすけ 1926年 - ）は、日本の元アナウンサー。

## 来歴
東京都出身の
武蔵野音楽大学声楽科卒業後、1946年に日本放送協会（NHK）に入局。野球（プロ・アマを問わず）、柔道など各種スポーツ放送に従事。1964年の東京オリンピック男子柔道の実況を担当。無差別級決勝の神永昭夫 － アントン・ヘーシンク戦のテレビ中継の実況を行ったのは川原である。
1982年ごろ定年退職後はフリーアナウンサーとして、テレビ埼玉、千葉テレビ放送、サンテレビジョンを中心に、プロ野球中継の実況を担当した。少なくとも2000年代前半以後はアナウンサーとしての活動は確認されていない。

## 出演番組

### NHK時代
- NHKプロ野球
- 大相撲中継
- アマチュア野球（大学野球、高校野球多数）
- 東京オリンピック（1964年）
- テレビスポーツ教室

### フリー時代
- TVSライオンズアワー（テレビ埼玉　西武主管試合）
- TVSヒットナイター（テレビ埼玉　日本ハム・ロッテ主管試合）
- CTCダイナミックナイター（千葉テレビ放送　日本ハム主管試合のうち、テレビ埼玉で放送できずCTCに放映権を譲渡した試合[2]、ロッテ主管試合[3]）
- サンテレビボックス席（サンテレビジョン　阪急・オリックス主管試合の一部）